# BR Fernsehen

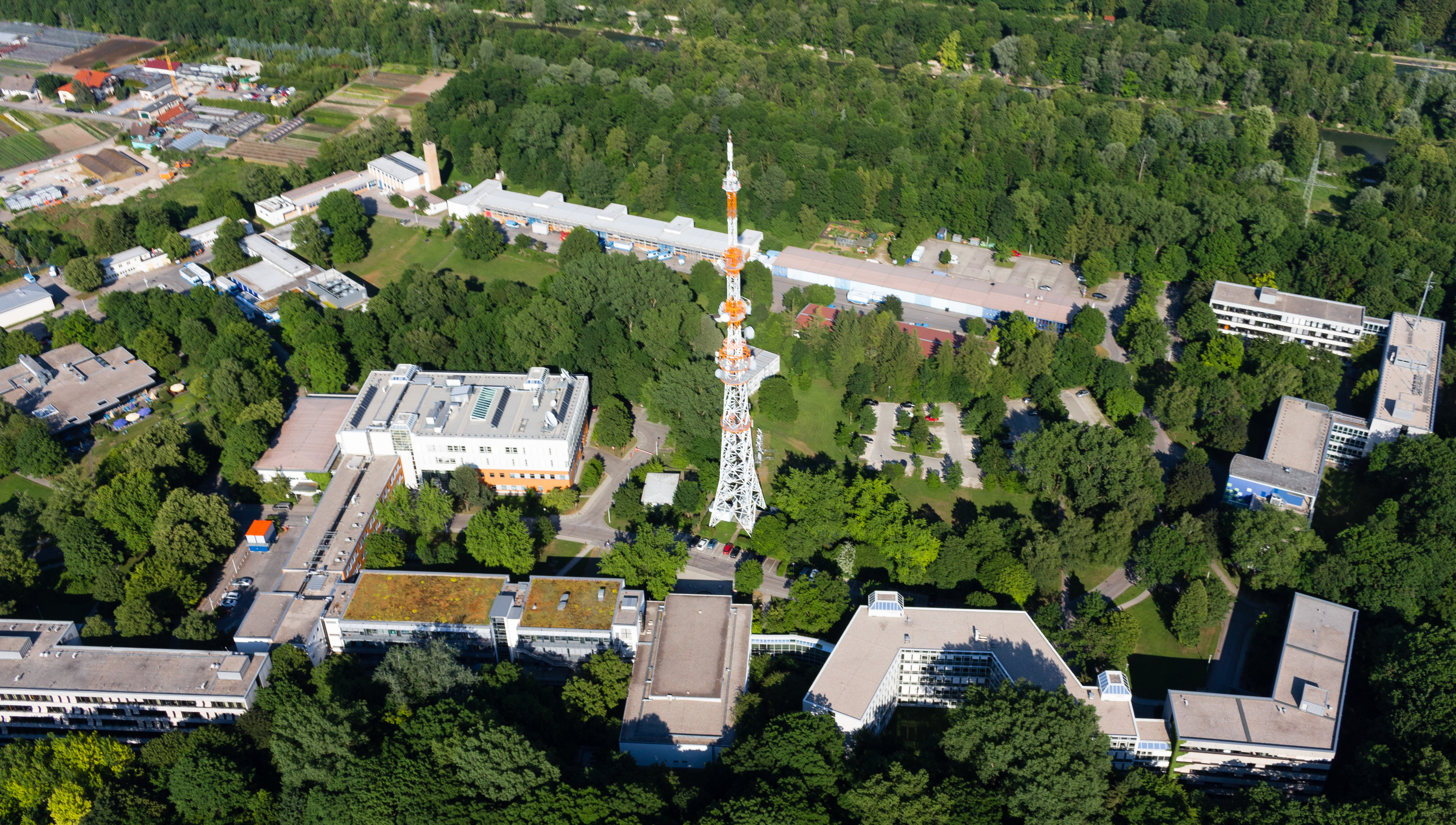
Estudios de la BR Fernsehen en Múnich-Freimann

BR Fernsehen (hasta el 11 de abril de 2016 Bayerisches Fernsehen) es un canal de televisión generalista regional alemán operado por la empresa pública Bayerischer Rundfunk. Su ámbito de emisión es el estado de Baviera y tiene su sede en Múnich.
Esta cadena generalista es una de las nueve "Dritten Fernsehprogramme" (literalmente "terceras cadenas") que forman parte de la ARD. Con esta denominación se conoce en Alemania a las cadenas de televisión públicas regionales.

## Historia de la cadena
BR Fernsehen nace el 22 de septiembre de 1964 bajo el nombre de Studienprogramm, siendo por tanto el canal regional más antiguo de Alemania. Rebautizado BR 3 algunos años más tarde, a principios de los años 2000 pasa a denominarse Bayerisches Fernsehen y desde 2016 BR Fernsehen.
El 22 de junio de 2008 Bayerisches Fernsehen comienza a emitir dos desconexiones regionales: BR Nord para Franconia y BR Süd para la Vieja Baviera y Suabia.
El 30 de abril de 2012 comenzó a emitir en simulcast en alta definición y a partir del 4 de noviembre de 2014, pasó a emitir en HD nativo en 720p.

## Programación
La parrilla televisiva consta de producciones propias y producciones de los demás canales regionales públicos asociados a la ARD. Los programas de ámbito regional suponen la mayor parte de la programación, ya sea en forma de reportajes, magacines (Abendschau, Wir in Bayern), telediarios (Rundschau) o documentales. Las desconexiones BFS Nord (Frankenschau aktuell) y BFS Süd (Schwaben und Altbayern aktuell) ofrecen espacios de información más local. También emite series, debates, cursos de gimnasia, programas educativos, retransmisiones deportivas y variedades.
El Rundschau de las 18.30 es el informativo principal de la cadena. Desde abril de 2016, BR Fernsehen emite en simulcast el Tagesschau nacional de las 20 horas, producido igualmente por la ARD.

## Organización
BR Fernsehen está asociada a la ARD (Consorcio de instituciones públicas de radiodifusión de la República Federal de Alemania), y produce algunos programas para el primer canal de televisión alemán, Das Erste.

## Difusión
BR Fernsehen emite por TDT para Baviera, pero también en abierto por satélite así como en las diferentes redes de televisión por cable. También se puede captar en todo el país, y en gran parte de Europa, a través del sistema de satélites Astra.

## Logotipos

1993-2001
2007-2016
2012-2016 (Señal HD)
Desde 2016
Desde 2016 (Señal HD)